# 클류치 (보스니아 헤르체고비나)

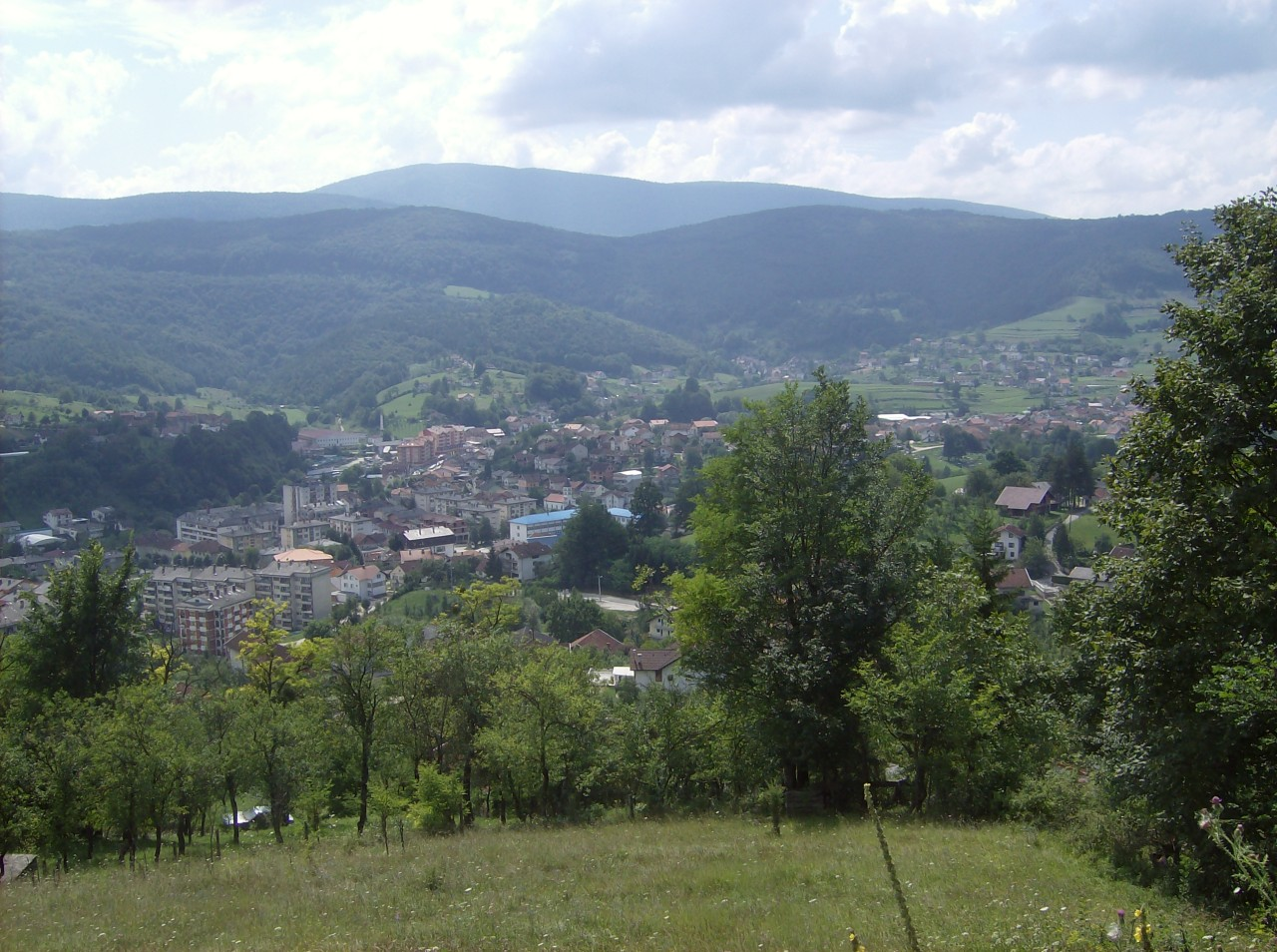
클류치

클류치의 위치

클류치(세르비아어: Кључ, Ključ, 보스니아어: Ključ, 크로아티아어: Ključ)는 보스니아 헤르체고비나 서부에 위치한 도시로 면적은 358km2, 인구는 18,714명(2013년 기준)이다. 도시 이름은 보스니아어로 "열쇠"를 뜻한다.
행정 구역상으로는 보스니아 헤르체고비나 연방 우나사나 주에 속하며 산스키모스트의 남쪽에 위치한다. 삼림 지대에 둘러싸여 있고 사나강이 시내를 흐른다. 고대 로마 시대에 마을이 형성되었으며 1322년 문헌에 처음으로 등장했다.